# كليف جاكسون
كليف جاكسون (بالإنجليزية: Cliff Jackson)‏ (3 سبتمبر 1941 بسويندون في المملكة المتحدة - 24 مايو 2018) هو لاعب كرة قدم بريطاني في مركز الهجوم. لعب مع سويندون تاون وكريستال بالاس ونادي بليموث أرجايل ونادي توركي يونايتد ونادي كامبريدج ستي.

## وصلات خارجية
- كليف جاكسون على موقع قاعدة بيانات كرة القدم.إي يو (الإنجليزية)